# Ridefoged
En ridefoged  var godsejerens repræsentant på et gods og tog sig af forholdet til bønderne, sørgede for at bøndergårdene blev fæstet ud  når de var ledige, opkrævede skatter og landgilde, mødte i retten på ejerens vegne osv.
Ridefogdens stilling som mellemleder med både offentligretlige og private forvaltningsopgaver gjorde ham tidligt upopulær, som f.eks. skildret i Holbergs Jeppe på Bjerget og Svend Methlings Kongen bød.
I 1700-tallet gled betegnelsen ridefoged ud til fordel for godsinspektør eller forvalter.